# Coleophora obviella
Coleophora obviella é uma espécie de mariposa do gênero Coleophora pertencente à família Coleophoridae.